# تيم بوندي
تيم بوندي المحدودة (بالإنجليزية: Team Bondi)‏ كانت شركة أسترالية مطورة لألعاب الفيديو تأسست عام 2003 وكان مقرها في سيدني. تأسست الشركة من قبل المدير الإبداعي بريندان ماكنمارا الذي عمل سابقًا في تيم سوهو. في عام 2011، تم إصدار اللعبة الأولى والوحيدة للاستوديو، لعبة الحركة والمغامرة إل إيه نوار ، في يوليو 2005. تم تمويل تطوير اللعبة والإشراف عليها في الأصل من قبل شركة سوني إنتراكتيف إنترتينمنت، على الرغم من أن جميع مهام النشر انتقلت لاحقًا إلى روكستار جيمز. تم إصدار اللعبة بواسطة روكستار جيمز مبدئيًا لأجهزة بلاي ستيشن 3 وإكس بوكس 360 في مايو 2011، لتحقيق نجاح تجاري وحاسم. على الرغم من الاستقبال الإيجابي للعبة، واجه فريق بوندي عدة مزاعم عن ظروف العمل السيئة من قبل العديد من الموظفين السابقين، مما تسبب في جدل حول الاستوديو وأدى إلى أن تقوم روكستار جيمز بالانفصال عن تيم بوندي بعد إطلاق اللعبة. نتيجة لذلك، وجدت الشركة أنها غير قادرة على توقيع صفقة نشر للعبة جديدة كان ماكنمارا يكتبها.